# Operação Mar Verde
A Operação Mar Verde foi uma operação militar planeada pelas Forças Armadas Portuguesas e realizada em 22 de Novembro de 1970 no curso da Guerra Colonial Portuguesa na Guiné-Bissau. Foi concebida e executada pelo fuzileiro capitão-tenente Alpoim Calvão responsável pelo Centro de Operações Especiais da Guiné-Bissau com o apoio do brigadeiro António de Spínola que era o governante militar deste território.
Esta operação era extremamente audaciosa e secreta porque envolvia o ataque com um pequeno número de homens à capital de um estado soberano, a República da Guiné que servia de santuário aos rebeldes do PAIGC. Mais melindrosa era pelo isolacionismo que Portugal tinha na comunidade internacional por querer manter as suas colónias a todo o preço.
Portanto, uma das condições para o sucesso da operação era que não houvesse vestígios da participação de forças Portuguesas no golpe e para isso foram tomadas uma série de medidas como o uso de um uniforme indistinto e a utilização de armamento que teria de ser de uso corrente em África e que foi especialmente adquirido para o efeito no mercado paralelo (basicamente AK-47 e RPG´s). Até os 6 navios que iriam transportar os homens não continham nenhuma informação exterior que os pudesse identificar e os poucos brancos teriam o rosto pintado de negro e perucas de carapinha. Todos os militares tiveram que posteriormente assinar um documento onde se comprometeram a nunca falar desta operação e ainda hoje esta não é reconhecida pelo estado Português.

## Objectivos
O plano consistia num ataque anfíbio a Conacri, capital da República da Guiné, com vários objectivos:
- Destruir neste porto as lanchas rápidas fornecidas pela União Soviética ao PAIGC: supunha-se que seriam ao todo 6 a 7 unidades, todas elas com mais de 25 metros e possuindo lança-torpedos e mísseis. Esta missão foi conseguida.
- Libertar os prisioneiros de guerra portugueses (26), sendo um deles o famoso piloto da Força Aérea Portuguesa, o tenente António Lobato que, após uma aterragem de emergência no seu North-American T-6, foi feito prisioneiro pelo PAIGC em 1963. Esta missão foi conseguida.
- Atacar e destruir o quartel-general do PAIGC (havendo a hipótese de capturar Amílcar Cabral). Esta missão foi conseguida.
- Necessidade imperiosa de destruir no aeroporto os caças Mig-15 e Mig-17 da República da Guiné para não serem atacados por estes durante a operação. Esta missão não foi conseguida.
- Proporcionar o desembarque de oposicionistas guineenses da FLNG (Front de Libération Nationale Guinéen) que foram previamente treinados pelos portugueses na ilha de Soga, localizada no Arquipélago dos Bijagós, durante sete meses. Foi uma tarefa difícil porque foi necessário ultrapassar as rivalidades tribais e religiosas que existiam entre eles. A instrução era igual à dos Comandos Africanos. Esta ação tinha a finalidade de auxilia-los num golpe de estado e na captura ou eliminação física do Presidente Sékou Touré. Inclusive ia a bordo dos navios um governo provisório. Um dos instrutores foi o furriel Comando Africano Marcelino da Mata que viria a destacar-se durante a operação em atos de grande heroísmo. Esta missão não foi conseguida.

## Meios
Para o sucesso desta operação era necessário um grande número de raides de comandos em simultâneo e em que cada equipa atingia um objectivo específico como por exemplo ir à central eléctrica para colocar a cidade às escuras, tomar a emissora de rádio (não conseguiram), eliminar Sékou Touré na sua residência (não conseguiram) e destruir muitos edifícios relevantes. No total foram identificados 26 alvos e estes raides não tinham apoio aéreo nem uso de qualquer armamento sofisticado: tudo teria de ser feito com lanchas, barcos pneumáticos e armamento ligeiro.
Foi também necessário efetuar um prévio reconhecimento a Conacri, em setembro de 1969 com uma lancha de fiscalização grande disfarçada. Caso algum barco se aproximasse o navio hastearia a bandeira do PAIGC e do exterior só se veriam marinheiros negros.
As forças portuguesas que participam são compostas maioritariamente por militares africanos: o destacamento de Fuzileiros Especiais Africano 21 (81 homens), a Companhia de Comandos Africanos (150 homens), um pequeno número de Paraquedistas, os militares do FLNG (aproximadamente 200 homens) e alguns homens recrutados pelos conhecimentos e /ou bravura para esta difícil missão. Seriam aproximadamente 400 homens.
Estes não sabiam mas iriam enfrentar milhares de homens e bem treinados: muitos guerrilheiros do PAIGC foram treinados pelos cubanos em Marrocos e Argélia e no ataque ao quartel da Guarda Republicana iriam combater a elite das Forças Armadas da República da Guiné que era treinada por conselheiros militares checoslovacos.

## Desfecho
Esta operação foi considerada um fracasso porque não foi obtido o desejado golpe de estado: a não presença dos Mig no aeroporto fez o comandante Alpoim Calvão dar ordem de regresso às tropas, com receio de um ataque destes aviões para os quais não estavam preparados, sem dar apoio aos combatentes do FLNG. Mais tarde, soube-se que os seus pilotos ainda não estavam aptos para combates.
Os guerrilheiros do FLNG, que apesar da falta de apoio quiseram à mesma avançar com a sua missão, foram incapazes de derrubar o regime devido a falta de apoio da população com que contavam, e ao contra-ataque das forças fieis a Sékou Touré, apoiadas por um contingente de tropas cubanas. Os combates duraram vários dias, sofrendo o FLNG numerosos mortos e 100 dos seus membros são feitos prisioneiros, torturados e posteriormente executados, assim como um grupo de vinte homens que desertaram durante a operação e que ainda foram à emissora de rádio transmitir que apoiavam o PAIGC, e que queriam pertencer às suas fileiras (foram degolados).
Os prisioneiros relatam a operação e revelam os nomes dos seus mentores, e segue-se o escândalo internacional, explorado pelo regime da República da Guiné que apresenta queixa na Conselho de Segurança das Nações Unidas. Sékou Touré também aproveitou o episódio para liquidar milhares de adversários políticos.
No entanto, esta operação foi, para muitos portugueses, considerada um sucesso: sofreram apenas 3 mortos e 3 feridos graves, contra os 500 mortos infligidos ao inimigo. Além disso, a força de desembarque destruiu uma parte significativa do material bélico do PAIGC e da República da Guiné, libertando 26 prisioneiros de guerra portugueses e 400 prisioneiros políticos guineenses. Entre os homens libertados estava o aviador António Lobato, em cativeiro desde 1963, tornando-se assim o prisioneiro de guerra português que mais tempo passou na prisão durante a guerra do Ultramar.
Marcelo Caetano tinha transmitido antes desta missão a Alpoim Calvão que só a recuperação dos prisioneiros de guerra Portugueses justificaria a operação. Na realidade, o insucesso devido em grande parte ao facto dos Mig não se encontrarem no aeroporto, porque tinham sido transferidos dois dias antes para um outro aeródromo, e o presidente não se encontrar na sua residência, se deveu apenas a informação errónea facultada pelos serviços de informação (PIDE).